# 林雅诗
林雅詩（英文：Lam Nga Sze Grace，1978年1月31日—），香港女演員。

## 簡介
林雅詩為1997年香港小姐入選的二十強，早期與香港無線電視簽署合約，於電視連續劇中多數飾演閒角，於1998年離開無線電視，曾一度退出娛樂圈，任職秘書。其後签约香港知名导演王晶电影公司投身電影界。於同年，便接拍了《PR Girls青春援助交際》及《邪教檔案之末日風暴》，在這兩部影片中她均有裸露的演出，而在邪教檔案之末日風暴与古天乐一场肉帛缠绵的激情床戏，还令两人之间发生了绯闻。2002年為Now電視擔任成人節目主持並專注於電影發展，在短短幾年間參與了大量三級片及成為艷星，2022年起定居英國。

## 感情生活
早年曾與香港著名宗師陸智夫次孫交往，2005年与男友温文英拍拖三年多后结婚，2015年宣布已離婚。目前有一名兒子温兆傑。

## 爭議
2016年11月11日，林雅詩指有關傳出緋聞事件，強調商人馬天樂和「沙田Me」屬於勞資和朋友關係。
2016年11月12日，林雅詩和同場馬天樂，於尖沙咀天星碼頭出席賣旗籌款時，也同時發出聲明，強調對「兩人被指同遊越南並於車廂內行為曖昧」事件非常不盡不實，對事件極為震怒和痛心。

### 被馬來西亞列入不受歡迎人物
林雅詩因直播遭質疑造假的搶劫片段被馬來西亞警方建議列入不受歡迎人物，永遠禁止林雅詩入境馬來西亞國境。

## 演出作品

### 電視劇（香港電台）
- 百老薈：無事亡 （页面存档备份，存于） (1999)

### 電影
- 魔鬼屠夫 (1997)
- PR Girls青春援助交際 (1998)
- 邪教檔案之末日風暴 (1998)
- A君?C君? (1999)
- 第100日 (1999)
- 白色風暴 (2000)
- 愛與誠 (電影) (2000)
- 發電俏嬌娃 (2001)
- 陰陽路十宣言咒 (2001)
- 終極強姦獸性誘惑 (2001)
- 古惑仔之出位 (2001)
- 夜車之血青年 (2001)
- 偷窺無罪 (2002)
- 九龍的天空之旺角馬房 (2002)
- Big波誘惑 (2002)
- 九龍的天空之錯愛馬伕 (2002)
- 旺角半熟少女 (2002)
- 香港艾曼紐之獸性培欲 (2002)
- 山村老屍III惡靈纏身 (2002)
- 終極強姦II原始獸性 (2002)
- 火辣師妹 (2002)
- 絕種賤男之小男人小週記 (2003)
- 失鎗72小時 (2003)
- 援交天使 (2003)
- 應召女郎2003 (2003)
- 九龍的天空之魔鬼屠夫 (2003)
- 極樂酷刑 (2003)
- 私家秘密處女 (2003)
- 拳王 (2003)
- 男界·女界 (2003)
- 人蛇浴血战之错体美女蛇(2003)
- 百分百挑逗 (2005)
- 慾望都市之3P誘惑 (2006)

## 外部連結
- 林雅詩的Facebook專頁
- 林雅诗的Instagram帳戶
- 林雅诗在香港影庫上的簡介